# 尾又寛汰
尾又 寛汰（おまた かんた、1994年11月2日 - ）は、ジャパンラグビーリーグワンNECグリーンロケッツ東葛に所属するラグビー選手。

## プロフィール
- 茨城県出身[1]。
- ポジションはセンター(CTB)。
- 身長 174 cm、体重 81 kg
- 関東大学オールスターゲームの対抗戦選抜に選ばれたことがある[2]。

## 略歴
2013年、國學院栃木高校卒業後、明治大学に入る。
2017年、明治大学卒業後、Honda Heat(現・三重ホンダヒート)に加入。同年10月14日に行われたジャパンラグビートップチャレンジリーグ中部電力戦にて途中出場で公式戦初出場を果たす。
2022年、NECグリーンロケッツ東葛に加入。